# 시그니처 은행
시그니처 은행 또는 시그니처 뱅크(Signature Bank)는 뉴욕시에 본사를 두고 뉴욕, 코네티컷, 캘리포니아, 네바다, 노스캐롤라이나주에 40개의 개인 고객 사무소를 두고 있는 미국의 종합 서비스 상업은행이었다. 은행 상품 외에도 국내 전문 기업은 상업용 부동산, 사모 펀드, 모기지 서비스, 벤처 뱅킹 등 산업에 특화된 서비스를 제공했다. 은행 자회사는 장비 금융 및 투자 서비스를 제공했다. 2022년 말 기준 은행의 총 자산은 1,104억 달러, 예금은 826억 달러이다. 2021년 기준으로 652억 5천만 달러의 대출을 받았다.
시그니처 은행은 2001년 HSBC가 뉴욕공화국국립은행(Republic National Bank of New York)을 인수한 후 전직 임원 및 직원들이 설립한 은행이다. 부유한 고객에게 초점을 맞추고 그들과 개인적인 관계를 구축했다. 대부분의 역사 동안 뉴욕시 지역에만 사무실이 있었다. 2010년대 후반에 서비스와 지리적 범위를 확장하기 시작했지만 2018년에 암호화폐 산업에 진출하기로 한 결정으로 가장 주목을 받았다. 2021년까지 암호화폐 사업은 예금의 30%를 차지했다.
뉴욕주 은행 관계자들은 실리콘 밸리 은행(SVB)이 파산한 지 이틀 뒤인 2023년 3월 12일 은행을 폐쇄했다. SVB가 파산하고 이번 주 초 암호화폐 친화적인 실버게이트 은행(Silvergate Bank)이 폐쇄됨에 따라 불안한 고객들은 100억 달러 이상의 예금을 인출했다. 이는 미국 역사상 세 번째로 큰 은행 실패였다. 시그니처가 문을 닫은 지 이틀 후, 이 은행이 돈세탁 징후가 있는지 고객의 활동을 적절하게 조사하지 못한 것과 관련하여 미국 법무부로부터 조사를 받고 있다는 사실이 알려졌다. 주정부 은행 관계자에 의해 폐쇄 당시 이 은행은 무보험 은행 예금 부문에서 미국의 네 번째 은행으로 평가되었으며, 예금의 89.3%가 무보험 은행이었다. 연방 예금 보험 공사(FDIC)와 뉴욕주 규제 기관의 내부 검토에서는 시그니처의 위험 통제 및 기업 지배 구조가 2010년대 후반과 2020년대 초반 예금 증가에 맞춰 성장하지 못했다고 지적했다.
은행 폐쇄 일주일 후인 3월 19일, FDIC는 브리지 은행, 예금 대부분, 40개 지점을 뉴욕 커뮤니티 밴코프(New York Community Bancorp)에 매각하여 플래그스타 뱅크(Flagstar Bank) 자회사에 흡수시켰다. 이번 거래에서 디지털자산 은행 예금 40억 달러, 대출 600억 달러가 제외됐다. 고객 밴코프는 시그니처의 벤처 뱅킹 포트폴리오를 인수하고 해당 부서의 이전 직원 중 30명을 고용했다.